# Liste der Naturdenkmale in Birkenwerder
Die Liste der Naturdenkmale in Birkenwerder enthält alle Naturdenkmale der brandenburgischen Gemeinde Birkenwerder im Landkreis Oberhavel, welche durch Rechtsverordnung geschützt sind.
In den Spalten befinden sich folgende Informationen:
- Nr.: Identifizierungsnummer nach veröffentlichter Liste. Sie wird von der unteren Naturschutzbehörde des Landkreises oder der kreisfreien Stadt vergeben. Wenn sie bekannt ist, wird sie angegeben. In dieser Spalte kann sich zusätzlich das Wort Wikidata befinden, der entsprechende Link führt zu Angaben zu diesem Naturdenkmal bei Wikidata.
- Bezeichnung: Benennung des Naturdenkmals, in der Regel wird bei Bäume die Baumart genannt. Bekannte Eigennamen werden mit angegeben.
- Gemarkung: Ort oder Gemarkung, in der sich das Naturdenkmal befindet
- Lage: Nennt die Lage des Naturdenkmals im jeweiligen Ortsteil und die geografischen Koordinaten des Naturdenkmals. Link zu einem Kartenansichtstool, um Koordinaten zu setzen. In der Kartenansicht sind Naturdenkmale ohne Koordinaten mit einem roten beziehungsweise orangen Marker dargestellt und können in der Karte gesetzt werden. Denkmale ohne Bild sind mit einem blauen bzw. roten Marker gekennzeichnet, Denkmale mit Bild mit einem grünen beziehungsweise orangen Marker.
- Beschreibung: die Beschreibung des Naturdenkmales
- Schutzzweck: Erläutert den Grund der Unterschutzstellung
- Bild: Zeigt ein Bild des Naturdenkmales und gegebenenfalls ein Link zu weiteren Fotos im Medienarchiv Wikimedia Commons

## Birkenwerder
| Bild                                    | Bezeichnung                                                            | Lage | Beschreibung | Schutzzweck | Nummer |
| --------------------------------------- | ---------------------------------------------------------------------- | --- | --- | ----------- | ------ |
| BW                                      | Birkengruppe 5 Stück                                                   | Anfang Mönchseesteig rechts; Flur 6 Flurstück 126 (52° 41′ 24,1″ N, 13° 16′ 46,7″ O)                             | |             | 27     |
| BW                                      | Blutbuche                                                              | Ludwig-Richter-Straße/Ecke Clara-Zetkin-Straße, Flur 3 Flurstück 136 (52° 41′ 15,4″ N, 13° 17′ 17″ O)            | |             | 28     |
| BW                                      | Chinesischer Blauregen                                                 | Ethel-und-Julius-Rosenberg-Straße an der Gartenmauer (Privatgrundstück) (52° 41′ 18,9″ N, 13° 17′ 10,2″ O)       | |             | 29     |
| BW                                      | Eiche                                                                  | direkt am Rathaus; Flur 4 Flurstück 3 (52° 41′ 19,6″ N, 13° 17′ 0,2″ O)                                          | |             | 30     |
| Fotos hochladen                         | Eiche                                                                  | auf dem Forstgrundstück vorn rechts, Kolonie Briese (52° 42′ 19,2″ N, 13° 18′ 0,1″ O)                            | Die Eiche steht in der Bildmitte gleich hinter dem Zaun (Stammumfang 3 m, Kronendurchmesser 25 m). Die zwei Linden links im Hintergrund, ebenfalls mit gelben Naturdenkmal-Schildern gekennzeichnet, sind Nr. 41.                            |             | 31     |
| Direkt Bild zu diesem Denkmal hochladen | Eiche                                                                  | Ende Summter Straße/Autobahn rechts ()                                                                           | |             | 32     |
| BW                                      | Trauerbirken                                                           | Geschwister-Scholl-Straße 36 a (52° 41′ 43,6″ N, 13° 17′ 34,9″ O)                                                | |             | 33     |
| BW                                      | Kastanie                                                               | Fontaneweg/Ecke Eichholzstraße; Flur 7 Flurstück 548 (52° 41′ 17″ N, 13° 16′ 30,6″ O)                            | |             | 34     |
| Direkt Bild zu diesem Denkmal hochladen | Kastanie                                                               | Mitte Eichholzstraße an der Weggabelung; Flur 7 Flurstück 580 ()                                                 | |             | 35     |
| BW                                      | Kastanie (rotblühend)                                                  | Weimarer Straße 3; Flur 3 Flurstück 484 (52° 41′ 14″ N, 13° 17′ 11,3″ O)                                         | |             | 36     |
| BW                                      | Kastanienallee (rotblühend)                                            | Ludwig-Richter-Straße; Flur 3 (52° 41′ 11,8″ N, 13° 17′ 16,6″ O)                                                 | |             | 37     |
| Direkt Bild zu diesem Denkmal hochladen | gemischtes Wäldchen bestehend aus mehreren Kastanien, Ahorn und Buchen | vor dem Briesebad neben dem ehemaligen Ferienheim, seit 1993 Drogentherapieeinrichtung Briese, Kolonie Briese () | |             | 38     |
| BW                                      | Linde                                                                  | Summter Straße 39, Privatgrundstück (52° 41′ 33,1″ N, 13° 17′ 40,8″ O)                                           | |             | 39     |
| BW                                      | Lindenallee                                                            | in der Lindenallee zu Gut Lindenhof (52° 42′ 11,4″ N, 13° 16′ 14,4″ O)                                           | |             | 40     |
| Fotos hochladen                         | 2 Linden                                                               | auf dem Forstgrundstück in der Nähe des Hauses, Kolonie Briese (52° 42′ 19,2″ N, 13° 18′ 0,1″ O)                 | Die zwei Linden (Nr. 41) sind links im Hintergrund an gelben Naturdenkmal-Schildern erkennbar (Stammumfang 2,8 m und 3,2 m, Kronendurchmesser 25 m). Die ebenfalls als Naturdenkmal gekennzeichnete Eiche im Vordergrund am Zaun ist Nr. 31. |             | 41     |
| BW                                      | Rotbuche                                                               | hinter der Orthopädischen Klinik, Waldgelände (52° 41′ 36,5″ N, 13° 18′ 10,7″ O)                                 | Stammumfang 3,50 m, Kronendurchmesser 23 m |             | 42     |
| BW                                      | Rotbuche                                                               | verlängerte Straße am Krankenhaus, Waldgelände (52° 41′ 25,5″ N, 13° 18′ 7,9″ O)                                 | Stammumfang 3,10 m, Kronendurchmesser 25 m |             | 42     |
| Direkt Bild zu diesem Denkmal hochladen | Silberahorn                                                            | Straße An der Bahn, direkt vor dem Kino; Flur 4 Flurstück 95 ()                                                  | |             | 44     |
| BW                                      | Trauerweide                                                            | Mönchseesteig; Flur 6 Flurstück 117 (52° 41′ 25,7″ N, 13° 16′ 45,5″ O)                                           | |             | 45     |
| BW                                      | Ulme                                                                   | Straße Unter den Ulmen, direkt an der Roten Brücke (52° 41′ 28,2″ N, 13° 17′ 20,9″ O)                            | |             | 46     |